# Laura Martin
Laura Martin (née Laura DePuy le 15 septembre 1971 aux États-Unis) est une coloriste de bande dessinée américain.

## Biographie
Laura DePuy naît le 15 septembre 1971.En même temps qu'elle suit des études de graphisme à l'université de Floride Centrale, elle travaille de nuit chez Fedex. Elle rencontre Ian Hannin qui lui fait partager son attrait pour les comics. Quand Hannin commence à travailler pour WildStorm, DePuy qui a obtenu son diplôme lui rend visite et lui présente son portfolio. Quelques mois après, en 1995, elle est engagée par Jim Lee, le responsable de Wildstorm. Pendant cinq ans, elle est coloriste pour le studio et assistante superviseur et parfois elle tient le rôle de designer. Parmi ses premiers travaux on trouve le cross-over entre Marvel Comics et Image Comics Backlash/Spider-Man daté de juillet et octobre 1996. Elle est ensuite coloriste pour des épisodes de Divine Right et  StormWatch.
En 1999, après le rachat de Wildstorm par DC Comics, DePuy est coloriste sur la série Planetary de Warren Ellis et John Cassaday' et sur Authority de  Ellis et Bryan Hitch. Une part importante de son travail est alors de mettre en couleur les séries de Cassaday ou de Hitch, qui travaillent rarement avec d'autres coloristes.
En 1999 elle est la coloriste de JLA: Earth 2 de Grant Morrison et Frank Quitely. En 2000, elle commence à mettre en couleur la série Universe X d' Alex Ross, Jim Krueger  et Doug Braithwaite. En novembre de cette année elle colorie les épisodes 47 à 58 de la  Justice League de Brian Hitch et Mark Waid. À partir de Novembre 2001, elle met en couleur Ruse 1, puis travaille sur plusieurs comics jusqu'à l'été 2004 (Planetary, Univers X, Ministry of Space de Ellis & Chris Weston,  Oni Press Color Special 2001 et Dark Horse Maverick 2001. En 2004 elle signe un contrat d'exclusivité avec CrossGen ,,.
Lorsque CrossGen cesse de publier des comics, Laura DePuy, qui s'est mariée et a pris le nom de son époux Martin, travaille d'abord sur Je suis légion de  Fabien Nury et Cassaday publié par les Humanoïdes Associés puis elle travaille avec Cassaday et Hitch pour Marvel Comics.
En juillet 2004, elle colore le premier numéro de Astonishing X-Men de Joss Whedon et Cassaday's  et en février 2005 elle travaille avec Bryan Hitch sur Ultimates 2 scénarisé par Mark Millar. Enfin en juillet de cette année elle participe au comics Serenity  qui est une adaptation par Joss Whedon de son film.
Elle est aussi directrice artistique pour le site internet Sequential Tart un webzine réalisé par des femmes.
En 2009 elle signe un contrat d'exclusivité avec Marvel,.

## Prix et récompenses
- 2000 : Prix Eisner de la meilleure colorisation pour The Authority et Planetary
- 2001 : Prix Harvey du meilleur coloriste pour The Authority
- 2002 : Prix Eisner de la meilleure colorisation pour Ruse et Ministry of Space (en)
- 2006 : Prix Harvey du meilleur coloriste pour Astonishing X-Men
- 2008 : Prix Harvey du meilleur coloriste pour Thor
- 2010 : Prix Harvey du meilleur coloriste pour The Rocketeer: the Complete Adventures
- 2015 : Prix Inkpot